# Чартерис, Джеймс, 13-й граф Уимс и 9-й граф Марч
Джеймс Дональд Чартерис, 13-й граф Уимс и 9-й граф Марч, также известный как Джейми Нейдпат (англ. James Donald Charteris, 13th Earl of Wemyss and 9th Earl of March; род. 22 июня 1948 года) — британский аристократ.

## Биография

### Ранняя жизнь
Родился 22 июня 1948 года. Второй сын Фрэнсиса Дэвида Чартериса, 12-го графа Уимса (1912—2008), и его первой жены Мэвис Линетт Гордон Мюррей (? — 1988). Образование получил в Итонском колледже. Будучи подростком, он был почетным пажом королевы-матери. Он поступил в Оксфорд (BA 1969, MA 1974), получив степень DPhil в колледже Святого Антония в 1975 году. Он получил диплом Королевского сельскохозяйственного колледжа в 1978 году. Известно, что он перенес операцию трепанации, практику сверления отверстий в голове, в 1996 году в Каире. Он сказал: «Это казалось очень полезным».

### Карьера
Он руководит Alro Group, группой по управлению фондами недвижимости.
Он стал наследником титулов графа Уимса и Марча после смерти своего старшего брата Иэна Дэвида Чартериса, лорда Элхо, в 1954 году. Впоследствии он был известен как лорд Нейдпат, в отличие от обычного титула учтивости — лорда Элхо. Он был назначен заместителем лейтенанта Глостершира в 2005 году и является сторонником UKIP, которому он пожертвовал не менее 54 000 фунтов стерлингов.

### Личная жизнь
16 июля 1983 года лорд Уимс женился на достопочтенной Кэтрин Ингрид Гиннесс (род. 1 июня 1952), дочь Джонатана Гиннесса, 3-го барона Мойна, внучки Дианы Митфорд и Брайана Гиннесса. У супругов было двое детей:
- Фрэнсис Ричард (Дик) Чартерис, лорд Элхо (род. 1984)[7]
- Леди Мэри Оливия Чартерис (род. 23 апреля 1987), модель и певица[8]. Муж с 2012 года Робертсон «Робби» Дрок.

Джеймс и Кэтрин развелись в 1988 году, и она вышла замуж за Роберта Хескета в 1990 году.
29 января 1995 года он женился вторым браком на Аманде Клэр Мэрион Филдинг (род. 30 января 1943) , дочери Бэзила Перси Теренса Генри Филдинга и Маргарет Мэри Филдинг. Она основала и руководит Фондом Бекли. Это благотворительный фонд, который проводит новаторские научные исследования психоактивных наркотиков и сознание, и способствует на основе фактических данных, ориентированные на здоровье наркополитики. Они они живут в Стенуэй-хаусе в Глостершире и в Госфорд-хаусе в Ист-Лотиане.